# الزا ابراهیموا
الزا ابراهیموا (ترکی آذربایجانی: Elza İmaməddin qızı İbrahimova) آهنگساز آذربایجانی و هنرمند خلق آذربایجان و داغستان می‌باشد.

## زندگی
الزا ابراهیموا در سال ۱۹۳۸، در شهر حاجی‌قبول آذربایجان شوری زاده شد. در مدرسۀ شماره ۸ باکو تحصیل کرد. وی دانش‌آموخته رشته آهنگ‌سازی از «کنسرواتوار آصف زینالی» در سال ۱۹۵۷ و همچنین رشته آهنگ‌سازی از آکادمی موسیقی باکو در سال ۱۹۶۴ است. از دوران کودکی علاقه ویژه ای نسبت به موسیقی داشت.

## فعالیت هنری
الزا ابراهیموا اولین آهنگ خود را در سال ۱۹۶۹ ساخت. این آهنگ که «یالان‌ ها دییل» (به فارسی: دروغ که نیست) نام داشت، بر اساس متن شعر محمد راحیم ساخته شده بود. آهنگ یاد شده را برای اولین بار شوکت علی‌اکبروا اجرا کرد. الزا ابراهیموا یکی از آهنگسازانی که موسیقی آذربایجانی را با تلفیق از ضرب‌آهنگ تانگو آشنا ساخته بودند، محسوب می‌شود. شورای هنر شوروی از آهنگ او موسوم به «قربان ورردیم» (به فارسی: قربانی می‌کردم) که بر اساس متن شعر «رفیق زکا» ساخته بود، استقبال خوبی نکرد. به او گفته شد که «هارمونی بورژوازیگرای تانگو» در مغایرت با روح شوروی است؛ ولی بعدها علاوه بر «قربان ورردیم»، آهنگ‌های «سن منه لازیمسان» (من تو را لازم دارم)، «باغچادان کچمیسن» (از باغچه گذشته‌ای) که دارای ریتم‌های تانگو بودند، به رده پرطرفدارترین موسیقی‌های الزا ابراهیموا پیوستند.
اپراهای «آفت»، «شیخ شامل»، «یانان لایلالار» و نیز سرود اختصاصی به نفت‌کاران به مناسبت ۱۲۰-امین سالروز پیدایش صنعت نفت در آذربایجان از دیگر آهنگ‌های پرآوازه این هنرمند تلقی می‌گردند. کارنامه موسیقی این هنرپیشهٔ آذربایجانی علاوه بر آهنگ‌های اپراهای متنوع همچنین آکنده از سونات‌ها و کوارتت‌های می‌باشد. آهنگ «ای وطن» که در اجرای رشید بهبودوف خواده شده‌است، به یکی از آهنگ‌های مبلغ آذربایجان در سرتاسر جهان تبدیل گشته‌است.
وی پس از تحمل مدت طولانی بیماری در ۱۱ فوریبه سال ۲۰۱۲ در ۷۴ سالگی درگذشت.

## کارهای عمده
- اپرا "عفت" (نویسنده آثار: حسین حسین جاوید)
- اپرای "یانان لاین للار" (libretto - Ramiz Heydar، 1992)
- شعری از زهرا ضیاداوغلو: سرود "کارگران نفت" برای نوازندگان و ارکستر
- موسیقی فیلم  Dunya sevənlərindir در سال 1998
- آهنگ ها و عاشقانه های اشعار R ، حیدر ، B.Vahabzade ، O. Gochulu ، V.Aziz ، V.Samedoglu ، R.Afandiyeva و دیگران
- "رکودیم" به حافظه مایکل جکسون ، 2009 ، اختصاص یافته است
- "Gecələr bulaq başi" در شعر B.Vahabzade

## نشان‌ها
در سال ۱۹۹۲، از الزا ابراهیموا به عنوان «هنرمند افتخاری» جمهوری آذربایجان تقدیر به عمل آمد.
در سال ۲۰۰۸، الزا ابراهیموا لقب افتخاری هنرمند خلق آذربایجان را اخذ نمود.